# Barkston
Barkston är en ort och civil parish i Storbritannien.   Den ligger i grevskapet Lincolnshire och riksdelen England, i den sydöstra delen av landet, 160 km norr om huvudstaden London. Barkston ligger 44 meter över havet och antalet invånare är 497.
Terrängen runt Barkston är platt. Runt Barkston är det ganska tätbefolkat, med 139 invånare per kvadratkilometer. Närmaste större samhälle är Grantham, 6,1 km söder om Barkston. Trakten runt Barkston består till största delen av jordbruksmark.